# Göttche Oszkár
Görgényi-Göttche Oszkár (1945-ig: Göttche) (Kúla, 1895. július 4. – Budapest, 1972. április 13.) tüdőgyógyász, orvos, gyermekgyógyász, egyetemi tanár, az orvostudományok kandidátusa (1952), az orvostudományok doktora (1957). A Magyar Tüdőgyógyász Társaság Gyermektüdőgyógyász Szekciójának örökös elnöke, az Egészségügyi Tudományos Tanács TBC-Bizottságának tagja volt.

## Életpályája
Göttche Károly állampénztári igazgató és Ritter Anna (1874–1973) fiaként született. 1914-ben érettségizett a hajdúböszörményi Bocskai István Főgimnáziumban. 1920-ban orvosi oklevelet szerzett a Budapesti Tudományegyetem Orvostudományi Karán. 1921–1930 között a pécsi Erzsébet Tudományegyetem Gyermekgyógyászati Klinikáján Heim Pál gyakornoka és egyetemi tanársegéde volt. 1925-ben röntgenológiával, majd gyermekkori tbc-vel kapcsolatos témákban tanulmányutat tett Münchenben. 1926–1927-ben a Bécsi Collegium Hungaricum ösztöndíjasa volt. 1928-ban a gyermekkori betegségek szemiotikája és diagnosztikája című tárgykörből egyetemi magántanárrá habilitálták. 1928–1937 között a budapesti Pázmány Péter Tudományegyetem magántanára, 1931–1944 között a budapesti Fehér Kereszt Gyermekkórház főorvosa volt. 1937–1946 között a gyermekgyógyászat címzetes rendkívüli tanára volt. 1944–1946 között a budapesti János Kórház Gyermekosztály és Gyermektuberkulózis Osztály osztályvezető főorvosa volt. 1946–1950 között kényszernyugdíjazták. 1950–1956 között a Szabadsághegyi Állami Gyermekszanatórium főorvosa, 1957–1968 között tudományos igazgatója volt. 1957-től a Zeitschrift für Tuberculose (Lipcse) című folyóirat szerkesztő bizottsági tagja volt. 1968-ban ment végleg nyugdíjba.
Fő kutatási területe a gyermekkori tüdőbetegségek, főleg a tuberkulózis. Számos tudományos közleménye és több könyve jelent meg.

### Családja
Felesége, Heim Katinka (= Katalin; ?–1984) volt; Heim Pál (1875–1929) orvos leánya. Fia: Görgényi Ákos (1928–1992) orvos, radiológus, nefrológus.
Sírja a Farkasréti temetőben található (CC-77. fülke).

## Művei
- Adatok a gyermekkori vagatonia kérdéséhez (Orvosi Hetilap, 1923)
- Csecsemő- és gyermekgyógyászati repetitorium (Heim Pál előadásai nyomán írta; Budapest, 1924)
- A kanyaró prophylaxisának mai állása (Orvosképzés, 1925)
- Az angolkór röntgendiagnosztikája (Magyar Röntgen Közlöny, 1927)
- Aorta-tanulmányok gyermekeken (Magyar Röntgen Közlöny, 1928)
- A csecsemőkori tüdőgyulladások röntgendiagnosztikája (Orvosképzés, 1929)
- A pertussis tüdő és röntgenképe (Magyar Röntgen Közlöny, 1929)
- Röntgendiagnostik der Säuglingspneumonie (Archiv für Kinderheilkunde, 1929)
- A photo-ergostorin toxikosis kapcsán fellépő csontelváltozások (Kellner Bélával; Magyar Röntgen Közlöny, 1932)
- Die Stadieneinteilung der Lungentuberkulose. – Die primäre Lungentuberkulose. – Chronische, nicht spezifische Lungenkrankheiten (Handbuch der Röntgendiagnostik und Therapie im Kindesalter. Lipcse, 1933)
- A primär tüdőgümőkór röntgendiagnosztikája (Magyar Röntgen Közlöny, 1933)
- Csecsemő- és gyermekgyógyászat a csecsemő- és gyermekkori gyógyszeradagok és gyógyszerrendelés részletes ismertetésével (Budapest, 1936) (2. kiadás a Csecsemő- és gyermekgyógyászat a gyakorló orvos számára a csecsemő- és gyermekkori gyógyszeradagok és gyógyszerrendelés részletes ismertetésével címmel; Budapest, 1938)
- Adatok a gyomorbélcsatorna röntgendiagnosztikájához a csecsemőkorban (Magyar Röntgen Közlöny, 1939)
- A szamárköhögés felismerése (Orvosi Hetilap, 1940. 33.)
- Egy gyermekosztály vezetőjének teendői a gümőkórral kapcsolatban (Orvostudományi Közlemények, 1941)
- A pubertáskori phthisis korai diagnosztikája (Lakatos Károllyal; Gyermekgyógyászat, 1951)
- Gümókóros gyermekek antibiotikus kezelése (Sirályné Sebes Terézzel, Szatmáry Magdával; A tuberkulózis kérdései, 1952)
- A serdülőkori tüdőgümőkórban megbetegedett gyermek, mint iskolaegészségügyi probléma (Orvosi Hetilap, 1955. 1.)
- Gyermekek tüdőgümőkórjának localisatiója (TBC Kongresszus. A XXX. Orvosi és I. Középkáder Tuberkulózis – Tüdőgyógyász – Nagygyűlés előadásai; Budapest, 1955)
- Atelektasen im Kindesalter (Kassay Dezsővel; Ergebnisse der gesammten Tuberkuloseforschung, 1956)
- A belső mellkasi nyirokcsomók jelentősége gyermektípusú tüdőgümőkór eseteiben (Doktori értekezés; Budapest, 1957)
- A szelepes tüdőtágulásról (Hoffmann Idával; Orvosi Hetilap, 1958. 27.)
- Újabb adatok a szamárköhögés felismeréséhez (Gajzágó Dezsővel; Orvosképzés, 1958)
- A belső mellkasi nyirokcsomók gümőkórja (Monográfia és egyetemi tankönyv; Budapest, 1958; németül: Budapest–Stuttgart, 1962)
- A gyermekkori tuberkulózis (A tuberkulózis. Szerkesztette: Acsády György és Szabady Egon; Budapest, 1959)
- A gyermekek gümőkórja (Telegdi Istvánnal; A gümőkór; Budapest, 1959)
- Hogyan fejlődnek a féltüdőirtott gyermekek? (Szőts Istvánnal; Tuberkulózis, 1960)
- Adatok a felnőtt típusú tüdőgümőkórban szenvedő serdülőkorúak gátlószeres kezeléséhez (Szócska Miklóssal; Tuberkulózis és Tüdőbetegségek, 1961)
- A Szabadsághegyi Állami Gyermekszanatórium 10 éve (Szerkesztette: Telegdi Istvánnal; Budapest, 1961)
- A felnőtt típusú tüdőgümőkór orvoslása a serdülés korában, különös tekintettel a légmellkezelésre (Kiss Ilonával, Vass Etelkával; Orvosi Hetilap, 1967. 11.)
- Hörgőarterioma (Horányi Jánossal, Szőts Istvánnal; Orvosi Hetilap, 1967. 39.)
- Die nichttuberkulösen Lungenkrankheiten im Kindesalter (A magyar nyelvű kéziratot fordította és szerkesztette: Görgényi Ákos, Szőke István, Szócska Miklós; Budapest, 1979)